# Switched-On Bach
Switched-On Bach es el álbum debut de la compositora estadounidense Wendy Carlos, publicado en octubre de 1968 por Columbia Records. Producido por Carlos y Rachel Elkind, el álbum es una recopilación de piezas de Johann Sebastian Bach interpretadas por Carlos y Benjamin Folkman con un sintetizador Moog. Desempeñó un papel fundamental en la introducción de los sintetizadores en la música popular, que hasta entonces se habían utilizado principalmente en la música experimental.
Switched-On Bach alcanzó el número 10 en la lista Billboard 200 de Estados Unidos y encabezó la lista de álbumes de música clásica de Billboard de 1969 a 1972. Para junio de 1974, había vendido más de un millón de copias, y en 1986 se convirtió en el segundo álbum clásico en obtener un disco de platino . En 1970, ganó los premios Grammy en las categorías: Mejor Álbum Clásico, Mejor Interpretación Clásica - Solista Instrumental (Con o Sin Orquesta) y Mejor Ingeniería de Grabación Clásica .

## Origen
Alrededor de 1967, Carlos le pidió a la música Rachel Elkind que escuchara sus composiciones electrónicas. Entre ellas había composiciones escritas diez años antes, así como algunas de 1964 coescritas con su amigo Benjamin Folkman en el Columbia-Princeton Electronic Music Center de Nueva York. Una de las grabaciones era una interpretación de la Invención a dos voces en fa mayor de Johann Sebastian Bach, que Carlos describió como «encantadora».
Poco después, Carlos comenzó a planear la producción de un álbum con piezas de Bach interpretadas con el sintetizador Moog, recientemente inventado. Su intención era utilizar esta novedosa tecnología para crear «música atractiva que realmente se pudiera escuchar», en lugar de la música «fea» que producían los músicos vanguardistas de la época. Elkind quedó impresionado con la grabación del Concierto de Brandeburgo n.º 3 en sol mayor y se convirtió en el productor del álbum. Elkind se puso en contacto con su amigo, el productor y director de orquesta Ettore Stratta, de Columbia Records, quien «contagió generosamente su entusiasmo al resto de la empresa» y colaboró en la producción del álbum. Paul Myers, de Columbia Masterworks, concedió a Carlos, Folkman y Elkind libertad artística para grabarlo y publicarlo.

## Grabación
Switched-On Bach incluye diez piezas de Bach disponibles en el dominio público, interpretadas por Carlos, con la ayuda de Folkman, en un sintetizador Moog. Carlos trabajó estrechamente con el diseñador del Moog, el ingeniero Robert Moog, probando sus componentes y sugiriendo mejoras. La mayor parte del álbum se grabó en un estudio alquilado en el que Carlos vivía, en 410 West End Avenue, en el West Side de Manhattan, en la ciudad de Nueva York,  utilizando una grabadora de 8 pistas construida a medida por Carlos a partir de componentes fabricados por Ampex. Sin embargo, la primera pista creada, Invención en fa mayor, se grabó en la primavera de 1967 en una grabadora Scully en los estudios Gotham Recording Studios, situados en el número 2 de la calle 46 Oeste, donde Carlos había llevado el equipo Moog para un proyecto comercial.
Según Carlos, la producción del álbum Switched-On Bach tomó aproximadamente cinco meses y mil horas.  Como los sintetizadores eran monofónicos, es decir, solo se podía tocar una nota a la vez, cada pista se ensamblaba una a una. Carlos dijo: «Tenías que soltar la nota antes de poder empezar la siguiente, lo que significaba que tenías que tocar con una sensación de distanciamiento en el teclado, lo cual era realmente muy molesto a la hora de hacer música». El sintetizador era poco fiable y a menudo se desafinaba; Carlos recordaba haberlo golpeado con un martillo antes de grabar para obtener los niveles correctos. Después de tocar varias notas, se volvía a comprobar para asegurarse de que no se había desafinado. 
Bach solo proporcionó los dos acordes de una cadencia frigia para el segundo movimiento del Concierto de Brandeburgo n.º 3 en sol mayor, con la intención de que el músico improvisara sobre estos acordes. Carlos y Folkman construyeron cuidadosamente esta pieza para mostrar las capacidades del Moog.

## Portadas
Switched-On Bach se publicó con dos portadas diferentes. La más común muestra a un hombre vestido como Bach delante de un sintetizador Moog. La primera edición mostraba al mismo hombre sentado, como se ve arriba, sin mencionar a Carlos en la portada. Carlos y Elkind se opusieron a esta portada original y la sustituyeron, ya que consideraban que era «una imagen ridícula y trivial de un Bach atracado, supuestamente escuchando algún sonido absurdo en sus auriculares». También se opusieron al hecho de que el sintetizador estuviera mal configurado: «[Los auriculares] estaban conectados a la entrada, y no a la salida, de un módulo de filtro 914, que a su vez no estaba conectado a nada, [lo que garantizaba] que lo único que habría llegado a los oídos de Johann Sebastian fuera el silencio». 

## Lanzamiento
En 1968, poco antes del lanzamiento de Switched-On Bach, Robert Moog habló en la conferencia anual de la Audio Engineering Society y reprodujo una de las grabaciones de Carlos del álbum. Moog recordó: «Bajé del escenario y me dirigí a la parte trasera del auditorio mientras la gente escuchaba, y pude sentirlo en el ambiente. Estaban fuera de sí. Estos técnicos estaban involucrados en tantas estafas, tantas cosas de mala calidad y oportunistas, y aquí había algo que estaba impecablemente hecho, con un contenido musical evidente y totalmente innovador. La cinta recibió una ovación de pie». 
Switched-On Bach se publicó en octubre de 1968. En 1969, entró en el top 40 de la lista Billboard 200 de Estados Unidos antes de alcanzar el puesto número 10 ese mismo año, con un total de 59 semanas en la lista. De enero de 1969 a enero de 1972, el álbum fue el número 1 en la lista Billboard Classical Albums, y alcanzó la séptima posición en la lista Top 50 Albums de la revista canadiense RPM. En febrero de 1974, Columbia Records estimó que se habían vendido 960.000 copias del álbum en los EE. UU. En junio de ese año, Billboard informó que las ventas del álbum superaron el millón, el segundo disco de música clásica en la historia en lograr la hazaña. En agosto de 1969, fue certificado Oro por la Recording Industry Association of America, por ventas superiores a 1 millón de copias.  Alcanzó la certificación Platino en noviembre de 1986.

### Recepción
Switched-On Bach recibió críticas negativas por parte de algunos tradicionalistas de la música clásica, pero ganó popularidad entre muchos oyentes más jóvenes. En una reseña retrospectiva para AllMusic, En una reseña retrospectiva para AllMusic, Bruce Eder señaló que el enfoque de Carlos «era muy musical en aspectos que los oyentes comunes podían apreciar... caracterizado por... una sensibilidad asombrosa y matices finamente trabajados, en timbre, tono y expresividad».  El pianista canadiense Glenn Gould elogió a Switched-On Bach, diciendo: "De hecho, todo el disco es uno de los logros más sorprendentes de la industria discográfica en esta generación y ciertamente una de las grandes hazañas en la historia de la interpretación del  'teclado'".  En 1972, Gould participó en el proyecto Switched-Off Bach de Columbia Records, que presentó las mismas canciones acústicamente en lugar de electrónicamente.
En 1970, el álbum ganó tres premios Grammy : Mejor álbum clásico, Mejor interpretación clásica: solista o solistas instrumentales (con o sin orquesta) y Mejor ingeniería de grabación clásica . 

### Influencia
Tras el éxito del álbum, Robert Moog recibió solicitudes de productores y artistas que querían sus sintetizadores. Se lanzaron otros álbumes con sintetizadores Moog, como Switched-On Rock de Moog Machine, Music to Moog By de Gershon Kingsley,   y The Moog Strikes Bach de Hans Wurman.  Moog atribuyó al álbum la demostración de que los sintetizadores podían usarse para algo más que música vanguardista y efectos de sonido.  Dijo sobre el éxito del álbum: 
 

CBS no tenía ni idea de lo que tenían entre manos con «Switched-On Bach». Cuando salió al mercado, lo incluyeron en una fiesta de prensa en el estudio para presentar «In C» de Terry Riley y un disco pésimo llamado «Rock and Other Four Letter Words». Carlos se enfadó mucho por esto, así que se negó a asistir. Así que CBS, desesperada por tener alguna representación, me pidió que hiciera una demostración del sintetizador. Recuerdo que había un bonito cuenco grande con porros encima de la mesa de mezclas, y Terry Riley estaba allí con su traje blanco de Jesús, subido a un pedestal, tocando en directo un órgano electrónico Farfisa con un acompañamiento de retardos de cinta. «Rock and Other Four Letter Words» vendió unos pocos miles de discos. «In C» vendió unas pocas decenas de miles. «Switched-On Bach» vendió más de un millón y sigue vendiéndose sin parar.

En 1972, Columbia Records lanzó un álbum orquestal, Switched Off Bach, con la misma lista de canciones que Switched-On Bach. El productor Giorgio Moroder atribuye al álbum de Carlos, basado en el sintetizador Moog, el haberle llamado la atención sobre los sintetizadores.  Brian Wilson, de los Beach Boys, lo calificó como «uno de los álbumes más electrizantes que he escuchado».  Fue incluido en el Registro Nacional de Grabaciones en 2005.  Este álbum sería una influencia muy importante para el músico japonés Isao Tomita.

### Reediciones
Switched-On Bach fue remasterizado e incluido como parte del Switched-On Boxed Set, una caja de cuatro CD lanzada en 1999 con The Well-Tempered Synthesizer, Switched-On Bach II y Switched-On Brandenburgs. En 1992, Carlos también lanzó Switched-On Bach 2000. En 2001 se publicó una edición remasterizada con una pista inédita, «Initial Experiments, demonstration». Carlos escribió: «Podéis estar seguros de que estas grabaciones nunca han sonado mejor». 

## Lista de canciones
Lado A

Todas las canciones escritas y compuestas por Johann Sebastian Bach. 
| N.º | Título                                    | Duración |  |
| 1.  | «Sinfonia de la Cantata No. 29»           | 3:20     |  |
| 2.  | «Aria para la cuerda de sol»              | 2:27     |  |
| 3.  | «Invención a dos voces en fa mayor»       | 0:40     |  |
| 4.  | «Invención a dos voces en si bemol mayor» | 1:30     |  |
| 5.  | «Invención a dos voces en re menor»       | 0:55     |  |
| 6.  | «Jesús, alegría de los hombres»           | 2:56     |  |
| 7.  | «Preludio y fuga n.º 7 en mi bemol mayor» | 7:07     |  |

Lado B
| N.º | Título                                                             | Duración |  |
| 1.  | «Preludio y fuga n.º 2 en do menor»                                | 2:43     |  |
| 2.  | «Preludio coral 'Wachet Auf'»                                      | 3:37     |  |
| 3.  | «Concierto de Brandeburgo n.º 3 en sol mayor - Primer movimiento»  | 6:35     |  |
| 4.  | «Concierto de Brandeburgo n.º 3 en sol mayor - Segundo movimiento» | 2:50     |  |
| 5.  | «Concierto de Brandeburgo n.º 3 en sol mayor - Tercer movimiento»  | 5:05     |  |

## Personal
Créditos adaptados de las notas del álbum Switched-On Bach .
- Wendy Carlos (originalmente acreditada como Walter Carlos) – sintetizador, programación
- Benjamin Folkman – teclados complementarios
- Rachel Elkind – producción

## Posiciones en las listas
| Lista (1968–69)                                      | Mejor posición |
| ---------------------------------------------------- | -------------- |
| Los 50 mejores álbumes de Canadá ( RPM )             | 7              |
| Alemania (Offizielle Top 100)                        | 22             |
| Los mejores LP de Estados Unidos ( Billboard )       | 10             |
| LP de música clásica de Estados Unidos ( Billboard ) | 1              |

## Certificaciones y ventas
| País (organismo certificador) | Certificación | Unidades certificadas |
| ----------------------------- | ------------- | --------------------- |
| Estados Unidos (RIAA)         | Platino       | 1 000                 |